# Верхнячка (річка)
Верхня́чка — річка в Україні, в Уманському районі Черкаської області, права притока Уманки (басейн Південного Бугу).

## Опис
Довжина річки приблизно 7 км. Формується з багатьох безіменних струмків та водойм.

## Розташування
Бере початок в селищі Верхнячка. Тече переважно на південний схід через Вербувату і на північно-західній стороні від Кочубеївки впадає в річку Уманку, ліву притоку Ятрані.